# White Springs
White Springs – miasto w Stanach Zjednoczonych, w stanie Floryda, w hrabstwie Hamilton, położone nad rzeką Suwannee.